# Алексеев, Валерий Валентинович (1960)
Вале́рий Валенти́нович Алексе́ев (род. 4 мая 1960) — советский и российский футболист, вратарь.

## Карьера
В 1984—1985 годах защищал цвета джизакской «Звезды» (1984—1985). В 1992 году в чемпионате Казахстана за «Актюбинец» провёл 4 матча в воротах и 1 матч полевым игроком 3 июля против «Актау» (1:1), заменив на 84-й минуте нападающего Сергея Лемле. В 1993 году пополнил ряды «Кузбасса» В 1995 году завершил карьеру.

## Достижения
- Бронзовый призёр зоны «Восток» Второго дивизиона (2): 1994, 1995